# ボリスとルフス
『ボリスとルフス』(Boris e Rufus) は、ブラジルのテレビアニメ。2018年1月2日にディズニーXDで放送開始。

## キャラクター
ボリス (Boris)、 ルフス (Rufus)、レオポルド (Leopoldo)